# Reinhard Müller (Soziologe, 1944)

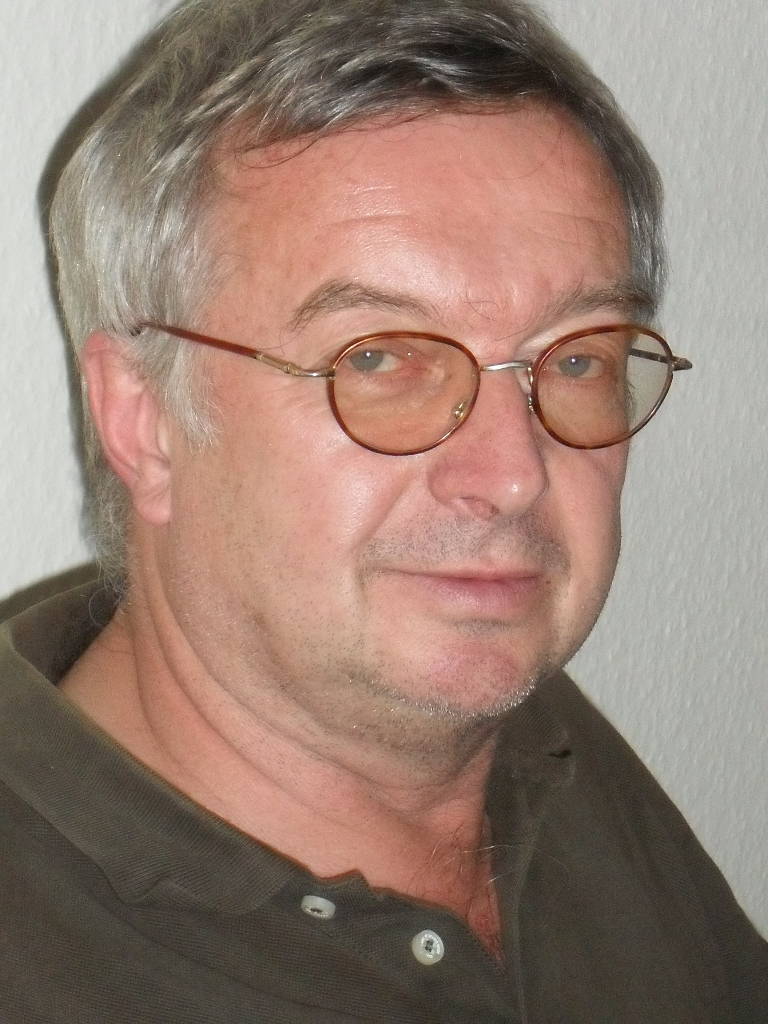
Reinhard Müller (2012)

Reinhard Müller (* 1944 in Chotieschau, Tschechoslowakei) ist ein deutscher Historiker und Soziologe.

## Leben
Müller studierte Geschichte, Germanistik und Soziologie in München, Regensburg und Hamburg. Von 1978 bis 1989 war er Mitarbeiter der Thälmann-Gedenkstätte Hamburg. Als DKP-Mitglied und Abgesandter einer Geschichtskommission durfte er bereits im April 1989 in sowjetischen Archiven recherchieren. Von 1991 bis 2009 war er wissenschaftlicher Mitarbeiter am Hamburger Institut für Sozialforschung in der Abteilung „Theorie und Geschichte der Gewalt“. Schließlich war Müller von 2010 bis 2012 wissenschaftlicher Mitarbeiter der Hamburger Stiftung zur Förderung von Wissenschaft und Kultur. Zur Geschichte der deutschen Emigranten in der Sowjetunion leistete er zahlreiche Recherchen in Moskauer Archiven. Bei mehreren Dokumentarfilmen und bei dem Spielfilm Hotel Lux war er als wissenschaftlicher Berater tätig. Zahlreiche Publikationen erschienen von ihm zur Geschichte des Exils, des stalinistischen Terrors und des Kommunismus. Mitglied von Memorial-Deutschland e. V.

## Bücher (Auswahl)
- Hrsg.: Die Säuberung. Moskau 1936. Georg Lukács, Johannes R. Becher, Friedrich Wolf u. a., Stenogramm einer geschlossenen Parteiversammlung. Rowohlt, Reinbek 1991, ISBN 3-499-13012-2.
- Die Akte Wehner. Moskau 1937–1941. 1. Auflage, Rowohlt Berlin, Berlin 1993, ISBN 3-87134-056-1; 2. Auflage 1994, ISBN 3-499-19659-X.
- zus. mit Jakov Rokitjanskij: Krasnyi dissident. Akademik Rjasanov. Opponent Lenina- žertva Stalina.Biografičeskij očerk. [Der rote  Dissident. Akademiemitglied Rjasanow. Opponent Lenins – Opfer Stalins, Biographische Skizze], Izdat. Academia, Moskau 1996, ISBN 5-87444-038-0.
- Hrsg. zus. mit Jakov Rokitjanskij, Vladimir Sereda, Alexandr Stykalin: Besedy na Lubjanke. Sledstvennoe delo D. Lukaca. Materialy k  biografii. [Gespräche in der Lubjanka. Die Untersuchungsakte von Georg Lukács. Materialien zur Biografie], Rossiiskaia akademiia nauk, Moskau 1999, 2. verb. Aufl. 2001 ISBN 5-7576-0090-X.
- Menschenfalle Moskau. Exil und stalinistische Verfolgung. Hamburger Edition, Hamburg 2001, ISBN 3-930908-71-9.
- Herbert Wehner – Moskau 1937. Hamburger Edition, Hamburg 2004, ISBN 3-930908-82-4.
- Hrsg. zus. mit Ingo Way: Im Roten Eis. Sonja Wolf-Friedmann. Schicksalswege meiner Familie.  Aufbau, Berlin 2013, ISBN 978-3-351-03538-9.
- Hrsg. zus. mit Bettina  Nir-Vired, Irina Scherbakowa, Olga Reznikowa: Carola Neher. Gefeiert auf der Bühne – Gestorben im Gulag. Lukas Verlag für Kunst- und Geistesgeschichte, Berlin 2016, ISBN 978-3-86732-243-0.
- Hrsg. zus. mit Anne Hartmann: Tribunale als Trauma. Die Deutsche Sektion des Sowjetischen Schriftstellerverbands. Protokolle, Resolutionen, Briefe (1935-1941). Wallstein Verlag, Göttingen 2022, ISBN 978-3-8353-5225-4.

### Artikel (Auswahl)
- Archäologie einer Archivratte. In: Lettre International, H. 140, Frühjahr 2023, S. 120–122.
- Herwarth Walden. Von der Berliner Bohème ins Moskauer Exil,  in: Silke Flegel, Christoph Garstka (Hrsg.): „Stalinkomplex“!? Deutsche Kulturkader im Moskauer Exil und in der DDR. Peter Lang: Berlin 2021, S. 19–43 (= Schriften zur Europa- und Deutschlandforschung. Band 18).
- Bertolt Brecht und die die Moskauer Prozesse. „Ist also schweigen das beste?“ in: Annette Leo (Hrsg.), „Ich bereite meinen nächsten Irrtum vor“. Bertolt Brecht und die Sowjetunion, Berlin 2019, S. 25–71.
- „Freunde der Sowjetunion“. Freiwillige Blindheit und organisierte Verblendung. in: „Auf nach Moskau!“ Reiseberichte aus dem Exil, Baden-Baden 2018, S. 189–217.
- Heinrich Blücher: Hannah Arendts „Wunder-Rabbi“. Revision eines Lebenslaufs, in:  Ulrich Bielefeld, Heinz Bude, Bernd Greiner (Hg.), Gesellschaft – Gewalt – Vertrauen. Jan Philipp Reemtsma zum 60. Geburtstag, Hamburg 2012, S. 375–400.
- Lebenslauf als Legende. Friedrich Houtermans: Physiker, Sowjetspion, NKWD- und Gestapohäftling, in: Exil. Forschungen, Erkenntnisse, Ergebnisse, 2010, H. 2, S. 66–91.
- Verfolgt unter Hitler und Stalin. Lebenswege der Münchner Kommunisten Anna Etterer  und Franz Schwarzmüller, in: Mittelweg 36, 19. Jg., 2010, Heft 1, S. 3–18.
- „Das macht das stärkste Ross kaputt.“ Willi Münzenbergs Abrechnung mit dem Apparat der Komintern und ein Moskauer Drehbuch für den Amsterdamer Kongress 1932, in: Jahrbuch für Historische Kommunismusforschung, 2010, S. 243–265.
- Granachs große Illusion. Nachwort in: Alexander Granach, Du mein liebes Stück Heimat. Briefe an Lotte Lieven aus dem Exil, hrsg. von Angelika Wittlich und Hilde Recher, Augsburg (Ölbaum) 2008, S. 373–387.
- Heinz Neumanns Bußrituale – auch ein Nachtrag zum Protokoll der „Brüsseler Konferenz“ der KPD, in: Jahrbuch für Historische Kommunismusforschung, 2008, S. 319–328.
- Exil im „Wunderland“ Sowjetunion. Maria Osten (1908–1942), in: Exil. Forschungen, Erkenntnisse, Ergebnisse, 2007, H. 2, S. 73–95.
- „Er liebte die Partei“. Herbert Wehner – eine typische Biographie in der stalinisierten Komintern? in: Michael Buckmiller, Klaus Meschkat (Hrsg.), Biographisches Handbuch zur Geschichte der Kommunistischen Internationale, Berlin (Akademie-Vlg.) 2007, S. 148–169.
- Juden – Kommunisten – Stalinopfer: Martha Ruben-Wolf und Lothar Wolf im Moskauer Exil, in: Exil. Forschungen, Erkenntnisse, Ergebnisse, 2006, Nr. 1, S. 5–26.
- zus. mit Erdmut Wizisla, „Kritik der freien Intelligenz“. Walter-Benjamin-Funde im Moskauer Sonderarchiv, in: Mittelweg 36, Jg. 14, 2005,  S. 61–76.
- Don Quijote im Moskauer Exil. Cervantes, Thomas Mann und Karl Schmückle, in: Mittelweg 36, Jg. 14, 2005, H. 2, S. 48–52.
- Herbert Wehner. Eine typische Karriere der stalinisierten Komintern? Auch eine Antikritik, in: Mittelweg 36, Jg. 14, 2005, H. 2, S. 77–97.
- Aus der Moskauer Kaderakte Arthur Koestlers – Zur Vorgeschichte der Sonnenfinsternis, in: Exil. Forschung, Erkenntnisse, Ergebnisse, 24. Jg., 2004, H. 2, S. 44–60.
- „Menschenopfer unerhört“. Eingaben und Briefe deutscher Emigrantinnen an Stalin, Molotow u. a., in: Jahrhundertschicksale: Frauen in der Sowjetunion, Hrsg. Simone Barck, Anette de Rudder, Beate Schmeichel-Falkenberg,  Berlin 2003, S. 26–53.
- Wort-Delirium. Kampagnen von Komintern und KPD gegen Kritiker der Moskauer Schauprozesse, in: Michel Grunewald (Hg.), Das linke Intellektuellenmilieu in Deutschland, seine Presse und seine Netzwerke (1890–1960), Bern 2002, S. 523–556.
- NKWD-Folter. Terror-Realität und Produktion von Fiktionen, in: Stalinscher Terror, Hrsg. Wladislaw Hedeler, Berlin 2002, S. 133–158.
- „Wir kommen alle dran“. „Säuberungen“ unter den deutschen Politemigranten in der Sowjetunion (1934–1938), in: Hermann Weber/Ulrich Mählert  (Hrsg.), Terror.   Innerkommunistische   „Säuberungen“ vor und nach dem 2. Weltkrieg, Paderborn 1998, S.    121–166.
- Ich möchte so gerne noch leben. Aus der Kaderakte Heinrich Vogelers, in: Opfer wofür? Deutsche Emigranten in Moskau, Worpswede 1996, S. 38–49.
- Der Fall des Antikomintern-Blocks- ein vierter Moskauer Schauprozeß? in: Jahrbuch für Historische Kommunismusforschung, Jg. 4, 1996, S. 187–214.
- Aus der Moskauer Kaderakte des parteilosen Bolschewiken Heinrich Vogeler, in: Exil. Forschung, Erkenntnisse, Ergebnisse, 15. Jg., 1995, H. 1, S. 33–44.
- Herbert Wehner in Moskau. Über die notwendige Differenz zwischen quellenkritischer Autopsie und archivalischer Mauerschau, in: europäische ideen, 1994, H. 96, S. 1–10.
- Permanenter Verdacht und ‘Zivilhinrichtung“. Zur Genesis der „Säuberungen in der KPD, in: Hermann Weber/Dietrich Staritz (Hrsg.): Kommunisten verfolgen Kommunisten. Stalinistischer Terror und „Säuberungen“ in den kommunistischen Parteien seit den dreißiger Jahren, Berlin 1993, S. 243–264.
- Bericht des Komintern-Emissärs Bohumir Smeral über seinen Pariser Aufenthalt 1937, in: Exilforschung. Ein internationales Jahrbuch. Bd. 9, 1991, S. 236–261.
- Flucht ohne Ausweg. Lebensläufe aus den geheimen Kaderakten der Kommunistischen Internationale, in: Exil, Forschung, Erkenntnisse, Ergebnisse, Jg. 10, 1990, Nr. 2, S. 76–95.